# Син чемпіона
«Син чемпіона» — радянський художній фільм 1978 року, знятий режисером Альбертом Осиповим на Одеській кіностудії.

## Сюжет
Шурик Клейменов, син відомого тренера-гірськолижника, їде із батьком на змагання. Спочатку зарозумілий Шурик, спостерігаючи за складністю шляху до спортивних перемог, з часом починає розуміти, що спорт може стати для нього гідною метою в житті. Тим часом тренер Клейменов опиняється у складній ситуації: обрана ним траса швидкісного спуску не виправдала його припущень й один з учасників отримує травму. І тоді на трасу виходить Шурик. Він долає складний шлях і цим доводить правоту батька.

## У ролях
- Анатолій Матешко — Шурик Клейменов
- Станіслав Корєнєв — Клейменов-старший, тренер-гірськолижник
- Віктор Перевалов — Льоня Бєлохвостиков
- Роман Хомятов — Сазонов
- Тетяна Ташкова — Тетяна Бережна
- Володимир Наумцев — Величко
- Юрій Дєдович — Капусткін
- Олександр Мовчан — Лавреньов
- Олег Ізмайлов — Вєтров
- Ольга Матешко — мама Шурика, дружина Клейменова
- Сергій Ляхницький — кореспондент
- А. Махінов — епізод
- Аркадій Пишняк — епізод
- Олександр Яковлєв — Олег Сергійович, тренер
- Герман Качин — кінооператор
- М. Соломатіна — епізод
- Олександр Январьов — епізод
- Гега Кобахідзе — бармен

## Знімальна група
- Автор сценарію: Микола Леонов
- Режисер-постановник: Альберт Осипов
- Оператор-постановник: Євген Козинський
- Художники-постановники: Валентин Коновалов, Анатолій Наумов
- Композитор: Сергій Баневич
- Тексти пісень Тетяни Калініної
- Режисер: Іван Горобець
- Звукооператор: Е. Едемська
- Режисер монтажу: Етна Майська
- Художник по костюмах: С. Новікова
- Художник-гример: Григорій Волошин
- Оператори: В. Брегеда, В. Щукін
- Редактори: Неллі Некрасова, Наталя Рисюкова
- Оркестр Ленінградського державного м'юзік-холу, диригент — Олег Куценко
- Директор картини: Анатолій Вінярський